# Halitherium
Halitherium es un género extinto de sirenio, uno de los más antiguos conocidos. Vivió durante el Eoceno superior y el Oligoceno inferior. Sus fósiles son comunes en Europa. Dentro de sus aletas estaban los huesos de los dedos, que no sobresalían. Halitherium también tenía muy poco desarrolladas las patas traseras. Por lo tanto, no había patas traseras externas. Sin embargo, tenía un fémur muy básico, unido a una pelvis reducida. Halitherium también tenía la costillas alargadas para aumentar la capacidad pulmonar y proporcionar mayor control en la flotabilidad. Una revisión presentada en 2014 sugiere que el estatus del género es dudoso.

## Clasificación

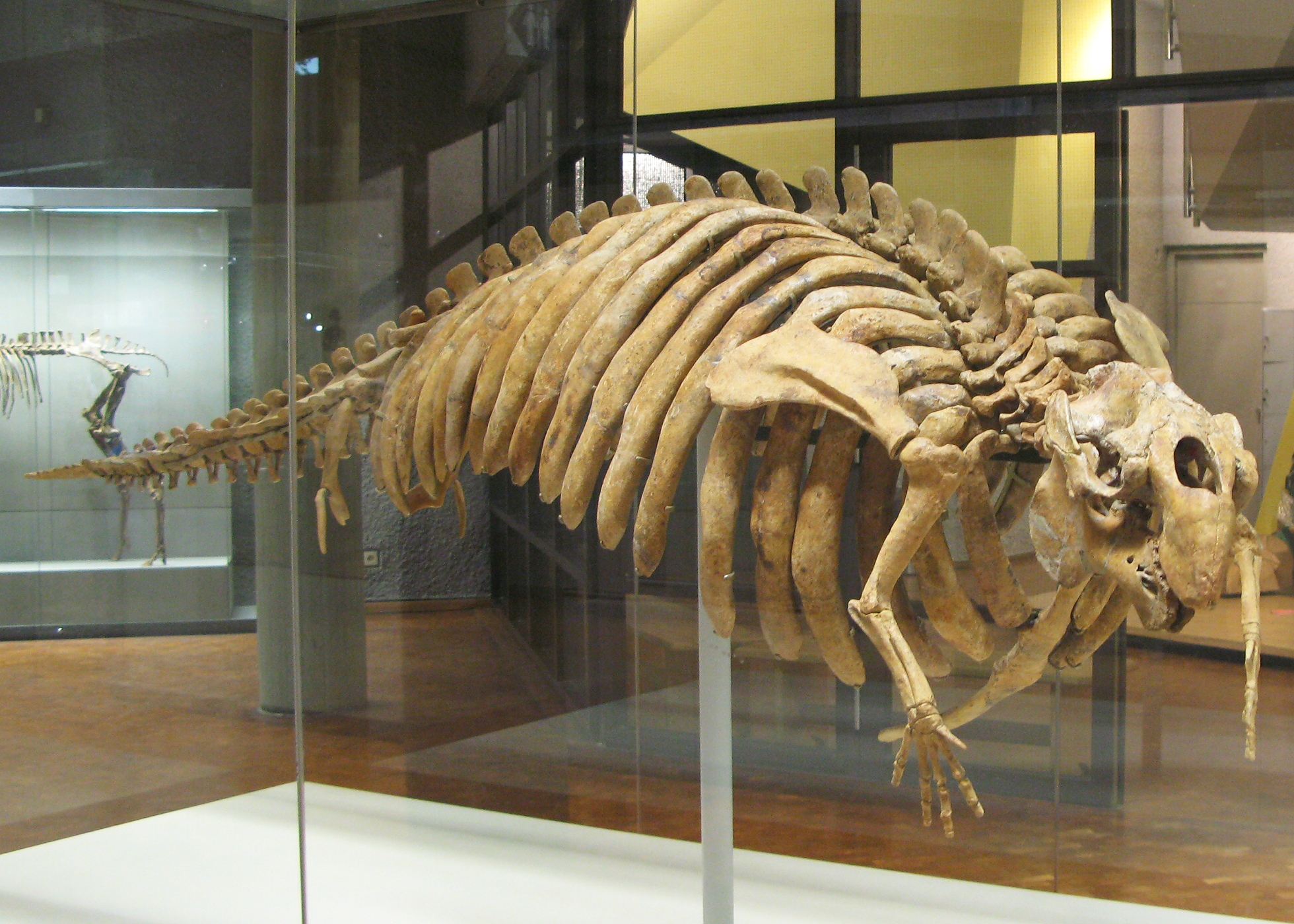
Halitherium encontrado cerca de Flonheim (Maguncia).

Halitherium es el género tipo de la subfamilia Halitheriinae, la cual incluye a géneros bien conocidos como Eosiren y Eotheroides.

## Taxonomía

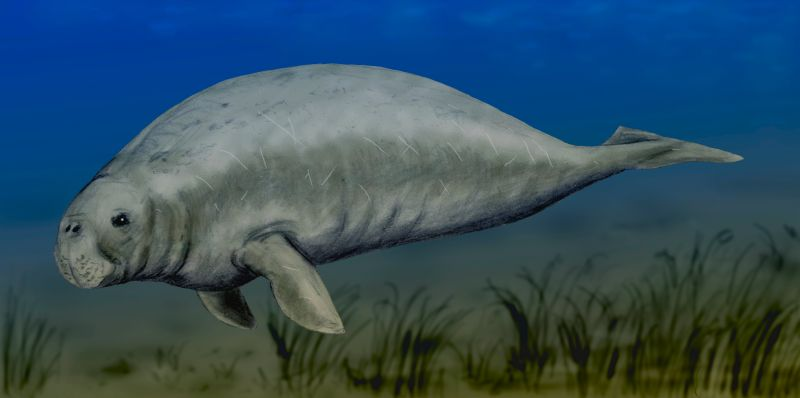
Recreación en vida de H. schinzii'.'

El género Halitherium ha tenido una confusa historia con su nomenclatura. Fue descrito y nombrado originalmente por Johann Jakob Kaup con base en un premolar inferior del Oligoceno temprano (Rupeliense) del sur de Alemania, pero el propio Kaup estableció erróneamente que el premolar, en su opinión, gehort zu Hippopotamus dubius Cuv., sin advertir que H. dubius en realidad es un sinónimo más moderno del sirenio primitivo Prototherium minima, mientras que acuñaba simultáneamente el nombre de género y especie Pugmeodon schinzii para el mismo espécimen. Por su parte, el renombrado paleontólogo alemán Christian Erich Hermann von Meyer incluyó el espécimen tipo de Halitherium schinzii en su especie compuesta Halianassa studeri, cuyo hipodigma también incluyó los especímenes tipo de Metaxytherium medium y Protosiren minima así como un maxilar del Mioceno y un esqueleto de la molasse basin en Suiza. Más tarde, Kaup sinonimizó a Pugmeodon con Halitherium creando la nueva combinación Halitherium schinzii, y el nombre Halitherium se volvió aceptado universalmente para el material de sirenios haliterinos del Oligoceno temprano de Europa. Debido a que Halitherium se basó originalmente en una especie tipo mal identificada y tomando en cuenta el amplio uso de Halitherium, el especialista en sirenios Daryl Domning realizó una petición a la ICZN para designar a Pugmeodon schinzii como la especie tipo de Halitherium, y la propuesta fue aprobada por la Comisión en 1989, haciendo efectivamente a Pugmeodon un sinónimo más reciente objetivo deHalitherium, en línea con el nuevo concepto de Halitherium presentado por el propio Kaup.
Aparte de H. schinzii, se han nombrado otras cinco especies de Halitherium que se consideraron como válidas en las publicaciones científicas: H. alleni, H. antillense, H. christolii, H. bellunense, y H. taulannense. Sin embargo, "Halitherium" taulannense representa un género distinto, aún sin nombrar, mientras que H. antillense es un nomen dubium, y H. christolii y H. bellunense han sido renombrados como los géneros Lentiarenium e Italosiren, respectivamente, dejando solo a H. alleni como la única especie que puede ser considerada como parte del mismo género con seguridad, junto a H. schinzii.
Voss (2013, 2014) consideró a Halitherium como un nomen dubium debido a que está basado en restos que no son diagnósticos. Voss basó esta opinión en la especie tipo, H. schinzii, que es un nombre dudoso tomando en cuenta que su fósil holotipo, un molar aislado, no tiene valor diagnóstico. y un estudio publicado en 2017 encontró que los especímenes tradicionalmente asignados a Halitherium schinzii son dos especies separadas, una de las cuales toma el nombre de Halitherium bronni Krauss, 1858. Debido a que Halitherium es dudoso, H. bronni ha sido reasignado a Kaupitherium.

## Géneros relacionados
- Metaxytherium
- Rytiodus
- Prorastomus
- Pezosiren

- Datos: Q2313205
- Multimedia: Halitherium / Q2313205
- Especies: Halitherium